# Buhoci
Buhoci est une commune roumaine située dans le județ de Bacău.